# بلدة كولوما تشارتر (ميشيغان)
كولوما تشارتر (بالإنجليزية: Coloma Charter Township, Michigan)‏ هي بلدة تقع بولاية ميشيغان في الولايات المتحدة. تبلغ مساحتها 49.4 (كم²)، وترتفع عن سطح البحر 200 م، بلغ عدد سكانها 5020 نسمة في عام تعداد الولايات المتحدة 2010 حسب إحصاء مكتب تعداد الولايات المتحدة وتصل الكثافة السكانية فيها 107.9 نسمة/كم2.

## وصلات خارجية
- www.colomatownship.org
- The US50 - Cities and Towns in Michigan State
- Michigan Cities and Towns, Facts, Map, Flag, Colleges, Government, and More